# John Willment Automobiles
John Willment Automobiles – były brytyjski zespół wyścigowy Formuły 1. Zadebiutował w wyścigu o Grand Prix Wielkiej Brytanii 11 lipca 1964 roku. Ostatnim wyścigiem było Grand Prix Włoch 12 sierpnia 1965 roku. W sumie team wziął udział w ośmiu wyścigach, w których nigdy nie zwyciężył ani nie zdobył żadnego punktu.